# Balbinos (ort)
Balbinos är en ort i Brasilien.   Den ligger i kommunen Balbinos och delstaten São Paulo, i den södra delen av landet, 700 km söder om huvudstaden Brasília. Balbinos ligger 462 meter över havet och antalet invånare är 3 932.
Terrängen runt Balbinos är platt. Närmaste större samhälle är Pirajuí, 15,1 km sydväst om Balbinos.
Omgivningarna runt Balbinos är huvudsakligen savann. Runt Balbinos är det ganska glesbefolkat, med 23 invånare per kvadratkilometer.